# Žacléř
Žacléř este un oraș în regiunea Hradec Králové, Republica Cehă.